# Хамад бин Мухаммад аш-Шарки
Шейх Хамад бин Мухаммад аш-Шарки (араб. الشيخ حمد بن محمد الشرقي‎) или Хамад II (род. 25 мая 1948 года) — эмир Эль-Фуджайры и член Высшего союзного совета Объединённых Арабских Эмиратов с 1974 года. Сын эмира Мухаммада I аш-Шарки.

## Биография
Шейх Хамад — старший из четырёх сыновей эмира Мухаммада I аш-Шарки.
Министр сельского хозяйства и рыболовства ОАЭ в 1971—1974 годах. В 2005 году шейх Хамад бин Мухаммад представлял ОАЭ на межарабском саммите в Алжире.

## Внутренняя политика

### Экономическая политика
Политика эмира Хамада II направлена на превращение Эль-Фуджейры в современный торгово-туристический центр с привлекательным инвестиционным климатом. Для достижения этих целей реализуются множественные проекты в различных сферах экономики эмирата, от возрождения старинных арабских традиций и создания заповедников до возведения гигантских торгово-развлекательных комплексов в туристических зонах Эль-Фуджейры.
В 2006 г. при поддержке муниципалитета Фуджайры был запущен проект по созданию заповедника Вади Вурайя (ущелье в горах Хаджар) площадью 129 кв. км., который призван стать одной из главных туристических достопримечательностей Эль-Фуджайры. Это живописное ущелье славится своими водопадами, родниками, редкими видами животных и птиц. В апреле 2009 года эмир Хамад II издал указ об учреждении заповедной зоны в горном ущелье Вади Вурайя.
В июне 2006 года на Зеленой площади г. Фуджайра был торжественно открыт первый стадион для старинной бедуинской забавы — боев мощных тягловых быков. Тут же были проведены бои 32 быков, за которыми наблюдали несколько сотен зрителей.
В апреле 2012 года в Фуджййре был открыт крупнейший на восточном побережье ОАЭ торгово-развлекательный центр комплекс Fujairah City Centre, стоимость возведения которого оценивается в 400 млн дирхамов (109,3 млн долларов США). На открытии присутствовал наследник престола принц Мухаммад бин Хамад.
11 июня 2012 в свободной экономической зоне Фуджайра состоялось торжественное открытие крупнейшей на Ближнем и Среднем Востоке фабрики по производству текстиля, строительство которой обошлось в 60 млн. долларов США. Производственная мощность фабрики — 10 тысяч тонн текстиля в год. Финансированием проекта занимался Международный банк Азербайджана (МБА). На церемонии открытия присутствовали эмир Хамад II бин Мухаммад, председатель департамента промышленности и экономики шейх Салех бин Мухаммад Аш-Шарки, председатель свободной экономической зоны Фуджейра шейх Саиф бин Хамад Аш-Шарки.

### Гуманитарная политика
Во время Израильско-ливанского конфликта 2006 года эмир Хамад распорядился направить Ливану гуманитарную помощь в виде 150 тонн продуктов питания, лекарств, палаток и одеял.

### Демографическая политика
Демографическая политика правительства эмира Хамада II направлена на поддержку молодых арабских семей и стимулирование рождаемости. Одним из направленных на это проектов стало возрождение при прямой поддержке правительства старинного бедуинского обычая массовых свадеб, позволяющего семьям брачующихся сэкономить на торжествах и пригласить намного большее количество гостей. В январе 2007 года в Фуджейре состоялась уже шестая массовая свадьба. На торжестве по случаю свадьбы сразу 12 пар молодых, организованное на территории международного выставочного комплекса, присутствовали сам эмир Хамад II Аш-Шарки, его сыновья и местные шейхи. 8 декабря 2011 года в честь 40-летия образования ОАЭ была организована массовая свадьба, в результате которой в законный брак вступали более 80 пар молодых.

## Семья
Жена: Шейха Фатима бинт Тани Аль Мактум.
- Шейха Сарра бинт Хамад (р. 1985).
- Старший сын эмира Хамада II Шейх Мухаммад родился в 1986 году, в 2009 году женился на дочери вице-президента и премьер министра ОАЭ эмира Мухаммада бин Рашида Аль Мактума Латифе Аль Мактум, 29 декабря 2009 года у них родился сын принц Хамад. Шейх Мухаммад закончил частный Университет Webster (США, штат Миссури) и Лондонский Университет Метрополитен. Назначен наследником престола 8 января 2007 года. Занимает пост руководителя департамента средств массовой информации, председатель Ассоциации Тенниса Эль-Фуджейры.
- Шейх Рашид бин Хамад (р. 1987).
- Шейха Шамса бинт Хамад (р. 1988).
- Шейха Мадийя бинт Хамад (р. 1989).
- Шейх Мактум бин Хамад родился в 1991 году, выпускник Королевской военной академии в Сандхёрсте, служит в сухопутных войсках ОАЭ.